# Thrincophora archboldi
Thrincophora archboldi är en fjärilsart som beskrevs av Diakonoff 1952. Thrincophora archboldi ingår i släktet Thrincophora och familjen vecklare. Inga underarter finns listade i Catalogue of Life.